# Naval Air Station Patuxent River
Naval Air Station Patuxent River (pol. Baza lotnicza marynarki wojennej przy Patuxent River), w skrócie NAS Pax River – baza lotnicza Marynarki Wojennej Stanów Zjednoczonych położona w hrabstwie St. Mary’s w Maryland, przy ujściu rzeki Patuxent do zatoki Chesapeake. Baza została oficjalnie otwarta 1 kwietnia 1943 roku i obecnie zajmuje powierzchnię około 26 km². Na jej terenie znajduje się między innymi United States Naval Test Pilot School (Szkoła Pilotów Doświadczalnych Marynarki Wojennej Stanów Zjednoczonych).